# For the Masses
For the Masses - to drugi album tribute wydany przez A&M, dnia 4 sierpnia 1998.

## Lista utworów
1. „Never Let Me Down Again” by The Smashing Pumpkins – 4:01
2. „Fly on the Windscreen” by God Lives Underwater – 5:22
3. „Enjoy the Silence” by Failure – 4:20
4. „World in My Eyes” by The Cure – 4:51
5. „Policy of Truth” by Dishwalla – 3:45
6. „Somebody” by Veruca Salt – 4:05
7. „Everything Counts” by Meat Beat Manifesto – 5:24
8. „Shake the Disease” by Hooverphonic – 3:59
9. „Master and Servant” by Locust – 3:40
10. „Shame” by Self – 4:12
11. „Black Celebration” by Monster Magnet – 4:16
12. „Waiting for the Night” by Rabbit in the Moon – 7:34
13. „I Feel You” by Apollo Four Forty – 5:21
14. „Monument” by GusGus – 5:21
15. „To Have and to Hold” by Deftones – 2:53
16. „Stripped” by Rammstein – 4:44